# Кинеска освета
Кинеска освета је политички роман српског писца новинара Дејана Лучића. Роман говори о умешаности лепе и младе београдске новинарке Николете Лабан и Јапанца из Њујорка Теисена Дешимароуа, који игром случаја бивају увучени у заверу светских размера. Књига је на неки начин наставак Лучићеве књиге Владари из сенке.

## Радња књиге
Прича почиње у једном од београдских кафића у улици Страхињића Бана. У разговору младе и лепе новинарке Курира Николете Лабан и њеног друга Раке, долази до увода у роман. Рака предлаже Николети да прихвати посао издавачке куће Зелени змај из Будимпеште, која тражи новинара, који ће написати књигу о светском џет-сет друштву. Николета се мало размишља, али прихвата посао.
Са друге стране, Јапанац Теисен Дешимароу, који је банкар у Њујорку, се састаје са својим ментором, иначе чланом тајног друштва Зелени змај. То тајно друштво су основали заправо Кинези, али се то сазнаје тек на крају романа. Теисенов ментор наговара свога ученика да убије човека који је 1999. године, обележио Кинеску амбасаду у Београду, као мету бомбардовања, чиме су Сједињене Државе ратовале и са Кином. Теисен то прихвата, и спрема се за извршење убиства.
Николета Лабан одлази са Раком у Будимпешту, где се састаје са директором издавачке куће Зелени змај. Од њега добија упутства како треба да изгледа њена књига, добија хонорар и аутомобил. Рака је све време са њом.
За то време, Теисен Дешимароу се сасатаје са члановима тајног друштва Зелени змај, и они крећу у акцију. Проналазе кућу човека који је њихова мете, и надгледају је 24 сата. Када су већ увидели како све функционише, у вечерњим сатима, напали су своју мету са чекићима, док га нису убили, а затим побегли са лица места.
Николета и Рака одлазе у Монако, где се састају са виђенијим људима. Ти људи Николету уводе на двор, односно забаву, принца Алберта од Монака. Николета ту упознаје младог и богатог Дејва, Јеврејина, са којим почиње љубавну везу. Њих двоје, заједно, путују у Париз. На вечеру у једном ресторану, Дејв проси Николету, и она прихвата да постане његова супруга. Дејв је води код неких својих пријатеља, који Николету отимају, а касније и Раку.
У међувремену, у јужној Француској се дешава низ хапшења Арапа и бивших албанских терорирста, због илегалног разношења канцерогеног материјала. Француска полиција одмах ослобађа Албанце, али у притвору задржава Арапа, зета и шурака. Албанци мисле да су их ови издали, па реше да им се освете. Киднапују им жену, односно сестру, и узимају јој унутрашње органе (као што се то радило у Албанији Србима, за време рата на Косову), уз помоћ бившег лекара из Жуте куће.
Информација да су Николета и Рака заробљени, долази до Реј Бана, бившег Николетиног дечка, који одмах организује своју јединицу Вукове, диверзантске стручњаке, некада специјалну јединицу. Они одлазе у Француску и ослобађају Николету и Раку.

## Ликови
Николета Лабан је српска новинарска београдског листа Курир. Пореклом је из црногорског племена Васојевића. Она је бивша девојка Реја Бана. Добија задатак да напише књигу о џет-сету. У Француској, упознаје младог, згодног и богатог Дејва, у кога се одмах заљубљује. Он је касније и проси, али и издаје. 
Рака је стари српски бивши обавештајац. Тренутно је пензионер, али хонорарно ради са Николетом, на њеној књизи о џет-сету, као њен фотограф.
Реј Бан је искусни стари српски обавештајац, и бивши Николетин дечко.